# История создания романа «Властелин колец»
| Дата         | Событие                           |
| ------------ | --------------------------------- |
| Конец 1937   | Начало работы                     |
| Декабрь 1939 | Пауза в работе                    |
| Август 1940  | Возобновление работы              |
| 1941         | Пауза в работе                    |
| 1942         | Возобновление работы              |
| 1943         | Пауза в работе                    |
| Апрель 1944  | Толкин переписывает первые главы  |
| 1945         | Пауза в работе                    |
| 1946         | Переработка книги 5               |
| 1948         | Написание книги 6                 |
| 1949         | Переработка ранних книг           |
| 1954         | Публикация первого и второго тома |
| 1955         | Написание приложений              |
| Октябрь 1955 | Публикация третьего тома          |

История создания «Властелина колец» началась в 1937 году и завершилась лишь к моменту публикации романа и приложений к нему в 1954—1955 годах. Написание романа «Властелин колец» оказалось для английского писателя Джона Р. Р. Толкина долгой и непростой задачей. Книга была задумана в качестве продолжения детской повести «Хоббит, или Туда и обратно», в её первых набросках ещё не было ключевых сюжетных линий. Затем к Толкину пришла идея выстроить сюжет вокруг Единого кольца. Имена персонажей романа, включая главных героев, изменялись много раз. Толкин неоднократно делал паузы в написании «Властелина колец», иногда на год или даже дольше. Своё вдохновение он черпал из практической работы над картами, именами, языками, включёнными в роман. Он также самостоятельно иллюстрировал многие места, описанные в тексте, соотнося свои карандашные наброски и текст между собой.

## Контекст
Запрос на написание продолжения книги «Хоббит, или Туда и обратно» возник сразу же после её публикации в 1937 году. Дж. Р. Р. Толкин взялся за работу, но она шла очень медленно: на написание романа «Властелин колец» и приложений к нему ушло более десяти лет. Всё это время Толкин получал поддержку со стороны литатурной группы Инклингов, куда входил он сам, и в особенности — от своего близкого друга К. С. Льюиса. Действие «Хоббита» и «Властелина колец» происходит в вымышленном мире Средиземья, история и мифология которого содержится в эпической летописи «Сильмариллион», не опубликованной при жизни автора, но существовавшей в виде множества черновиков.
Изначально Толкин планировал «Властелин колец» как книгу для детей в стиле «Хоббита», но очень скоро стало понятно, что она получается гораздо более мрачной и серьёзной. Роман адресован более взрослой аудитории и опирается на масштабную вымышленную мифологию и историю, описанную в «Сильмариллионе» и других произведениях Толкина. «Властелин колец» стал самым известным произведением Толкина и оказал огромное влияние на жанр фэнтези.

## «Долгий и сложный процесс»
После многочисленных просьб от издателя, Толкин начал работать над «новым „Хоббитом“» в декабре 1937 года. Ник Грум отметил, что на тот момент у Толкина «было мало понимания сюжета или персонажей, направления или развития, смысла или значения» будущей книги, а также понимания, что это будет «долгий и сложный процесс». Написание книги шло медленно, отчасти из-за перфекционизма писателя, отчасти из-за того, что Толкин имел постоянную должность в Оксфордском университете в качестве профессора англосаксонского языка, проверял экзамены у множества студентов и работал над рядом других произведений.
Работа над книгой останавливалась много раз. После написания новых глав Толкин давал их для ознакомления К. С. Льюису и своему сыну Кристоферу в качестве некоего «сериала». К 1948 году были написаны все главы, а в 1949 году Толкин внёс исправления в ранее написанные части романа. Оригинальные черновики «Властелина колец» состоят из 9250 страниц и в настоящее время находятся в «Коллекции Дж. Р. Р. Толкина» в Университете Маркетт (Милуоки, штат Висконсин, США).
По поводу создания романа Толкин вспоминал:
Но ежели писать продолжение, отталкиваясь от финала «Хоббита», думаю, кольцо неизбежно послужило бы необходимой связкой. А ежели при этом задумаешь крупномасштабное произведение, Кольцо тут же обретет заглавную букву; и сей же миг возникнет и Тёмный властелин. Что он, собственно, и проделал, объявившись без приглашения у камина в Бэг-Энде, едва я дошел до этого момента. Так что основной Квест начался сразу же. Но вот в пути я встретил много чего такого, чему сам удивлялся. Тома Бомбадила я уже знал; зато в Бри не бывал ни разу. Бродяжник, устроившийся уголке гостиницы, меня совершенно ошеломил; кто он таков, я представлял себе ничуть не лучше Фродо. Копи Мории оставались всего лишь названием; и никакие вести о Лотлориэне не достигали моего смертного слуха до тех пор, пока я там не оказался. Я знал, что далеко, на окраинах древнего Королевства людей, живут Повелители коней, однако лес Фангорна оказался приключением совершенно непредвиденным. Я никогда не слыхивал ни о Доме Эорла, ни о Наместниках Гондора. Хуже того, Саруман до сих пор себя не обнаруживал, и я был озадачен не менее Фродо, когда 22 сентября Гандальв так и не появился.

### Начало

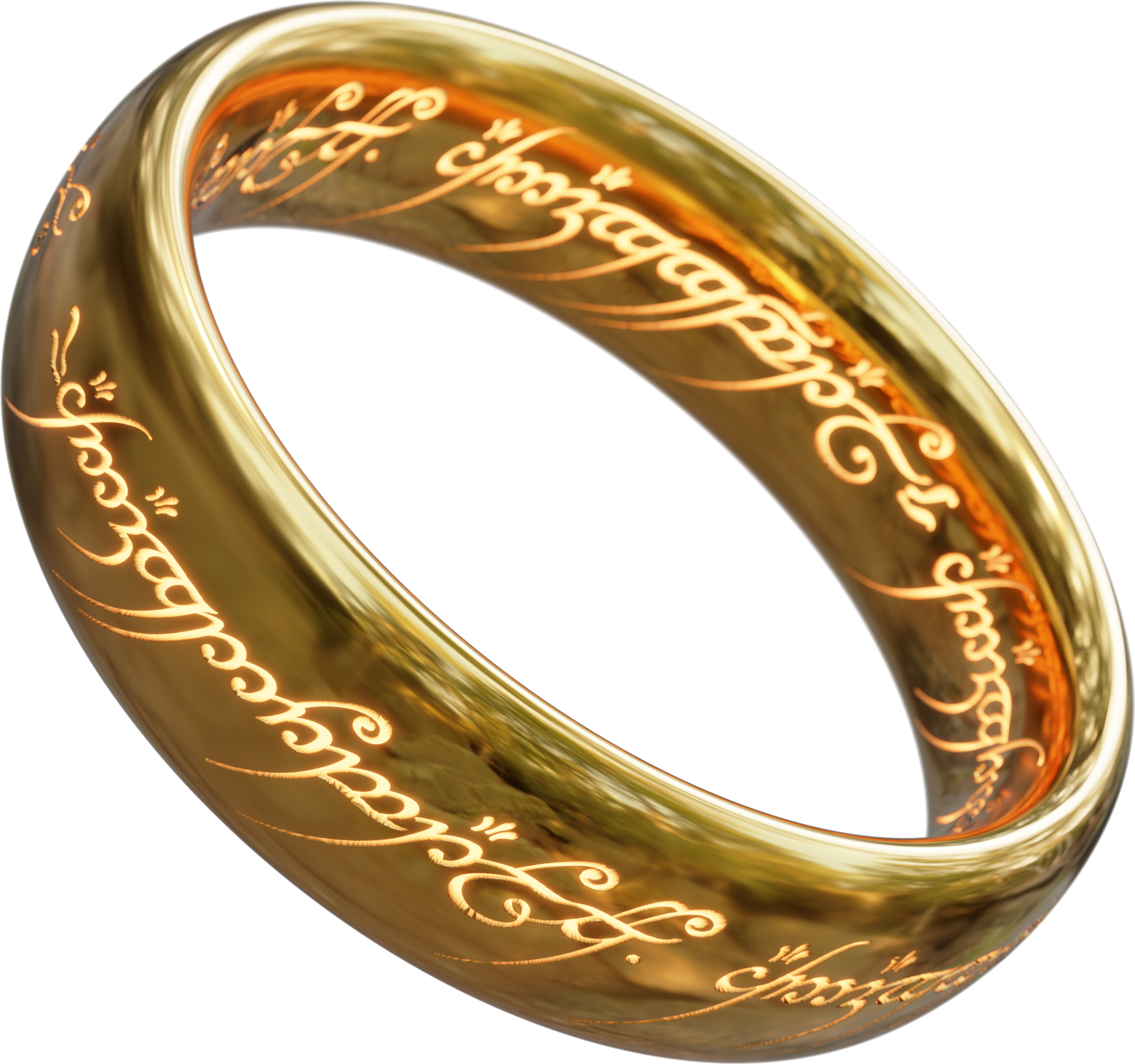
Изначально Толкин не осознавал, какую роль Единое кольцо будет играть в его новой книге

Как указано в книге «Возвращение Тени», Толкин написал пятистраничный черновик, который он назвал «первым зародышем» «Властелина колец», к 19 декабря 1937 года, когда он отчитался в письме к своему издателю: «Я написал первую главу новой истории о хоббитах — „Долгожданная вечеринка“». К 1 февраля 1938 года Толкин завершил четвёртый, гораздо более подробный черновик, с которым предложил ознакомиться издателю Стэнли Ануину и его сыну, 12-летнему Рейнеру Ануину. Именно Рейнер ранее рекомендовал отцу опубликовать «Хоббита».
К 4 марта 1938 года, как следует из очередного письма к издателю, Толкин написал черновики первых трёх глав: 1:1 «Долгожданная вечеринка» (англ. A Long-expected Party), 1:3 «Трое в компании и четвёртый в придачу» (англ. Three's Company and Four's More) (последняя часть про «четвёртого» в итоге пропала из окончательной версии) и 1:4 «На ферму Маггота и в Бакленд» (англ. To Maggot's Farm and Buckland) (позднее название главы поменялось на «Короткий путь к грибам»). В письме Толкин отметил, что история к тому моменту «приняла непреднамеренный поворот». По убеждению Кристофера Толкина, этим «поворотом» стало включение в сюжет чёрных всадников. Причины исчезновения Бильбо, а также понимание значимости Кольца и само название романа «Властелин колец» появились позднее. Первоначально Толкин собирался написать историю о том, как Бильбо растратил все своё состояние и отправился в новый поход за сокровищами, но по мере написания глав история и главные герои поменялись. В новых черновиках в путешествие отправлялся уже не Бильбо, а Бинго (то ли сын Бильбо, то ли его кузен), затем к нему присоединились другие хоббиты. Исследователь Толкина Том Шиппи отметил, что читатель, знакомый с «Властелином колец», несомненно, очень удивится, прочитав первые черновики из «Возвращения Тени» — в ранних текстах зачастую не прослеживаются вошедшие в окончательную версию сюжетные линии и концепции.

### «Неуверенный прогресс»
По словам Дэвида Братмана, Толкин, наконец, «собрал небольшую группу хоббитов, которые отправились в путь за плутовскими приключениями, увеличивающимися в объёме, сложности, серьёзности по мере сочинения». По мере усложнения истории Толкин начал исследовать ключевые элементы сюжета, в особенности природу кольца Бильбо, а также других колец, персонажа Троттера (позднее ставшего Арагорном), а также вопрос о том, будет ли у Бинго (прототипа Фродо) компаньон Сэм Гэмджи. В итоге к концу 1938 года появился новый (пятый) черновик, новая «вторая» глава «Древняя история» (англ. Ancient History), которая позднее станет называться «Тень прошлого», а также надпись на Едином кольце. В процессе переработки нарратива Толкин понял, что ему потребуется строгая хронология, которая будет соотносить ключевые события и действия его многочисленных персонажей.
Толкин внимательно выверял датировку всех сюжетных линий романа, тщательно перерабатывая временные шкалы, высчитывая по картам расстояния, преодолеваемые пешком и верхом. Чтобы определить длину шага хоббитов, он даже придумал для них особую систему мер. Автор создал подробную хронологию событий, описываемых в романе, учитывая даже разные фазы Луны.
| Тома (выбраны издателем) | Книги (заголовки не попали в опубликованную версию)        |
| ------------------------ | ---------------------------------------------------------- |
| I: Братство Кольца       | 1. Кольцо отправляется в путь 2. Кольцо отправляется на юг |
| II: Две крепости         | 3. Измена Изенгарда 4. Кольцо отправляется на восток       |
| III: Возвращение короля  | 5. Война Кольца 6. Конец Третьей эпохи                     |

Автор поначалу не осознавал целиком масштаб и сложность задачи. В феврале 1939 года в письмах к Ч. А. Ферту из «Аллен энд Ануин» Толкин отметил, что написано уже больше 300 страниц «Властелина колец», а для завершения истории потребуется «ещё по меньшей мере 200», и что он постарается закончить книгу «до 15 июня» (1939 года).
В августе 1939 года Толкин набросал канву сюжета будущего романа «от Ривенделла до уничтожения Кольца и падения Тёмной башни». Его герои должны были пройти через Мглистые горы во время снежной бури, лес Древесной бороды, Морию, осаду Онда (Гондора). Как отметил Ник Грум, Изенгард, Лотлориэн, Рохан, Итилиэн и Кирит Унгол отсутствовали в списке мест, которые посетили герои книги, также не было упоминаний трёх главных битв (Хельмова Падь, Пеленнор и Чёрные врата). В первом черновике книги 2 Толкин собирался описать бой между Гэндальфом и Чёрным всадником (а не Балрогом) в Мории, и уже тогда планировал, что маг упадёт в «бездну», но затем «вернётся обратно», правда не сразу, а спустя продолжительное время, когда «герои уже будут в Мордоре, а король Онда [Гондора] будет побеждён в битве».
В августе 1940 года Толкин добавил в сюжет «падшего мага» Сарумана, который стал причиной «задержки» Гэндальфа. В предисловии ко второму изданию «Властелина колец» автор отметил, что в 1940 году, несмотря на войну, «продолжал [писать], в основном, по ночам, до того момента, пока не оказался у могилы Балина в Мории». Затем он взял паузу почти на год. Вернувшись к роману в конце 1941 года, он написал главы о Лотлориэне и о путешествии членов Братства Кольца по Андуину. Во время описания Лотлориэна Толкин «осознал», что судьба Галадриэль, у которой было одно из эльфийских колец власти, и вообще всех эльфов Средиземья, связана с судьбой Единого кольца: если оно будет уничтожено, потеряют силу эльфийские кольца, и оставшиеся эльфы, включая Галадриэль, должны будут покинуть Средиземье. Сюжет принял более чёткие очертания.
В январе 1942 года Толкин написал первые четыре главы третьей книги («Уход Боромира», «Всадники Рохана», «Урук-хаи» и «Древобород»), к лету того же года взялся за две следующие («Белый всадник» и «Король Золотых чертогов»). В черновике главы «Король Золотых чертогов», когда Гэндальф, Арагорн, Леголас и Гимли прибывают в Золотые чертоги Теодена в Эдорасе, стражи короля приветствуют их на англосаксонском языке, что очень напоминает строки из англосаксонской поэмы «Беовульф». Летом и осенью 1942 года Толкин работал над оставшимися главами третьей книги. К концу года он также набросал первые черновики двух глав, которые позднее станут первой и третьей главами пятой книги («Минас Тирит» и «Сбор войск Рохана»). После этого взял долгую паузу, не зная, как продолжать историю: «и там, на фоне горящих маяков в Анориэне и прихода Теодена в Харроудейл, я остановился. Предвидение не сработало, а времени думать у меня не было».

### Герой попал «в переплёт»
На протяжении всего 1943 и начала 1944 года Толкин не работал над романом, и только в апреле 1944 года вернулся к написанию «Властелина колец», работая над четвёртой книгой, где описывается путь Фродо и Сэма в Мордор. Написание первых глав четвёртой книги шло медленно и тяжело, сам Толкин признался, что «несколько страниц стоили мне много пота». По мнению Ника Грума, блуждания Фродо и Сэма отражали процесс работы над книгой: «всё шло удручающе медленно, с повторениями и хождением по кругу, с неясной угрозой со стороны предыдущих версий истории».
Толкин был недоволен второй частью третьей книги, в частности, описанием битвы при Хельмовой Пади, затопления Изенгарда, диалога Гэндальфа и Сарумана у Ортанка (главы 7—10), и он очень сильно переписал соответствующие главы. Ему понадобился почти год, чтобы определиться с ролью выброшенного Гримой Змееустом палантира, несколько раз переписывая историю. В письме к У. Х. Одену Толкин признался: «О палантирах я тоже ничего не ведал, хотя в тот миг, когда из окна был выброшен камень Ортанка, я его узнал и понял значение „строк древнего знания“, что крутились у меня в голове: „семь звёзд, семь камней и белое древо одно“». Изначально это был просто «хрустальный шар», потом он стал «видящим камнем», а затем Пиппин стал жертвой его искушения.

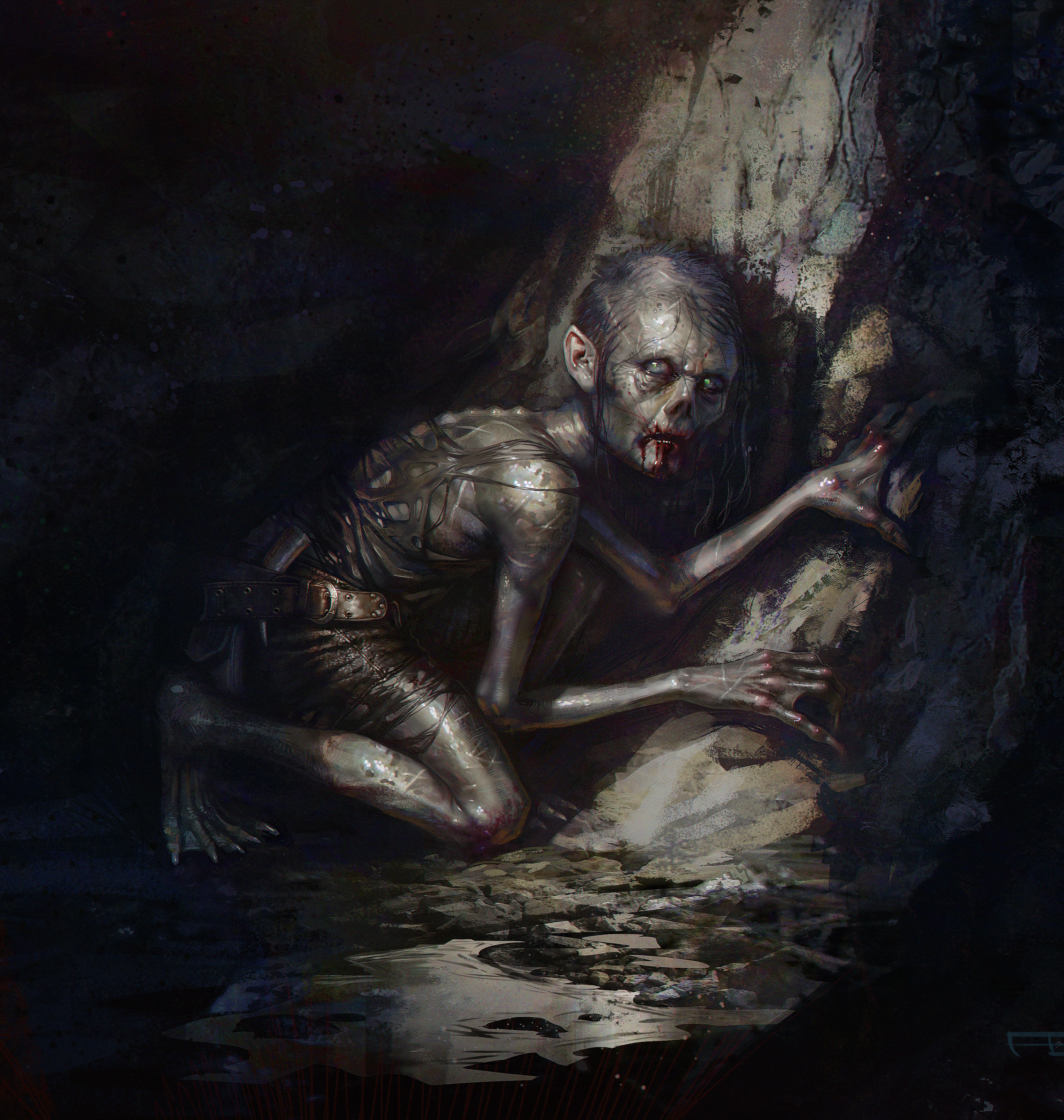
Толкин усложнил характер Голлума

Толкин решил переработать сюжетную линию Голлума, отметив его сильную связь с Кольцом и усложнив характер, добавив раздвоение личности, разговоры с самим собой «хорошего Смеагола и плохого Голлума». Голлум превратился из «преследователя добычи» в «проводника». Венгерский медиевист Гергей Надь заметил, что необычность Голлума проявляется, в первую очередь, его идиолектичным языком, возникшим в ходе многократного переписывания черновиков: «Голлум изначально говорил гораздо более связно и логично, и контраст между двумя его шизофреническими личностями был менее разительным».
История с поимкой Фродо и Сэма следопытами Итилиэна позволила Толкину добавить в повествование историческую справку о Нуменоре и Гондоре через слова Фарамира (в черновиках он был Фалборном). Толкин переписывал речи Фарамира несколько раз, когда они становились слишком громоздкими, к примеру, вырезав из окончательного варианта экскурс в историю языков.
По мере приближения к Мордору Толкин рассматривал разные варианты монстров в Кирит Унголе: несколько гигантских пауков (но это слишком напоминало «Хоббита»), или один паук, но древний и могущественный — Унголиант, сообщница Моргота из «Сильмариллиона». В итоге он остановился на одном пауке — Шелоб, последней из потомков Унголиант.
По мере развития истории Толкин включал в повествование отсылки к «Сильмариллиону», например, когда Сэм в разговоре с Фродо упоминает Берена, Сильмарили, железную корону (Моргота) и Эарендиля.
В книге «Поражение Саурона» Кристофер Толкин отмечает, что его отец планировал закончить историю уничтожением Кольца в огне Роковой горы ещё в 1939 году. Однако с тем, как именно Кольцо попало в огненную расщелину, сам Толкин не определился даже к 1941 году. Первый черновик первой главы шестой книги («Башня Кирит Унгол») был дописан до момента, когда Сэм видит двух орков, упавших от пущенных в них стрел. Во втором черновике появляется искушение Сэма Кольцом. В 1944 году Толкин написал последние главы четвёртой книги, которые завершились тем, что орки берут Фродо в плен. В письме к сыну Кристоферу он признался: «Я загнал героя в такой переплёт, что теперь даже сам автор не вытащит его без труда и усилий».
Оставив сюжетную историю Фродо и Сэма в подвешенном состоянии почти на три года, осенью 1946 года Толкин работал над пятой книгой. Согласно его черновикам этого периода Эовин убивает Короля-чародея, но и погибает сама, а армия Гондора вторгается в Мордор в районе Минас Моргула и переносит войну на территорию врага. О том, как вытащить Фродо из созданного автором «переплёта», Толкин определился только в 1947 году — ссора Шаграта и Горбага по поводу снятых с Фродо
вещей, которая привела к драке и резне между орками башни Кирит Унгол и моргульскими орками. Толкин завершил главу с третьей попытки, распутав созданный им тремя годами ранее «переплёт».

### Быстрое и уверенное движение к финалу
До последней книги написание романа давалось автору непросто, хотя были исключения. Например, глава «Древобород» (четвёртая глава третьей книги) «возникла сама собой», по признанию Толкина, «как если бы я читал чужое произведение». К шестой книге всё изменилось. В августе — сентябре 1948 года Толкин фактически заканчивает «Властелин колец». Вторая глава шестой книги «Страна тени» была написана «быстро и за один подход», черновик следующей главы («Роковая гора») был написан тогда же, безо всякой подготовки. По предположению Кристофера Толкина, долгие размышления отца над темой уничтожения Кольца в Роковой горе позволили ему написать эту главу «быстрее и уверенней, чем почти все предыдущие главы во „Властелине колец“». Черновики четвёртой («Поле Кормаллена») и пятой («Наместник и король», черновой вариант — «Фарамир и Эовин») глав также возникли практически в завершённом виде с первой же попытки. Позднее Толкин вспоминал, во время написания главы про Кормаллен «на страницы капали слёзы». Черновик шестой главы («Многие расставания») был написан одновременно с предыдущей главой, хотя был весьма сжатым, но позднее был расширен с добавлением нового материала (в частности, визитом в Изенгард, а также первым появлением имени «Арвен», которую в более ранних черновиках Толкин называл «Финдуилас»). Затем появился и финальный третий вариант, который был, по мнению Кристофера, «самой красивой из рукописей отца».
Черновик седьмой главы («Возвращение домой») создает впечатление, что он «был написан одним долгим усилием и с возрастающей скоростью», вместе с частью следующей главы («Очищение Шира»). В черновиках Гэндальф сопровождал хоббитов до ворот Шира, а сама история затем значительно изменилась. Первый черновик девятой и последней главы («Серая гавань») был написан одновременно с предыдущими двумя главами. Он в целом вошёл в финальную версию, хотя и с добавлением деталей (упоминания Фредегара Болджера, болезни Фродо, хорошей одежды Мерри и Пиппина).
Толкин написал эпилог о Сэме Гэмджи, Рози Коттон и их семье, но решил не включать его в окончательный текст книги. Также писатель раздумывал над добавлением «копии письма короля Арагорна», написанного на английском и на синдарине с использованием письменности тенгвар. Первая версия эпилога завершается так: «Они вошли внутрь, и Сэм закрыл дверь. И тот же момент он внезапно услышал глубокий и неутихающий вздох и шум моря у берегов Средиземья».

### От завершения работы над текстом до публикации
В 1949 году Толкин делал чистовые рукописи и машинописные копии своих черновиков и вносил в текст окончательные правки, завершив работу к октябрю. В последующие годы писатель работал над «Приложениями», куда включил множество информации о созданном им мире Средиземья.
В 1949 году начались долгие изматывающие переговоры с издателями, затянувшиеся на годы. Толкин хотел, чтобы издатель опубликовал «Властелина колец» вместе с «Сильмариллионом», но получил отказ. Первый том «Властелина колец» под названием «Братство Кольца» был опубликован 29 июля 1954 года. Второй том «Две крепости» был опубликован 11 ноября того же года, а 20 октября 1955 года вышел третий том — «Возвращение короля».

## Инструментарий Толкина
При создании «Властелина колец» Толкин активно использовал придуманные им карты, имена, вымышленные языки и рисунки.

### Карты

Часть карты 1943 года, которую Кристофер Толкин перерисовал с первоначальной карты своего отца (позднее также была перерисована). Многие детали впоследствии изменились. На карте видны Мор-дор и вход в него с северо-запада через перевал Кирит Унгол, сразу после (Даграса). Вулканическая гора Ородруин расположена недалеко от входа, а Барад-дур располагается южнее. На карте также показан переход Наргиль, южный проход в Мордор

В письме к Наоми Митчисон 25 апреля 1954 года Толкин объяснил, какую роль карты играли в процессе написания романа:
Я благоразумно начал с карты и подогнал под неё повествование (как правило, тщательно выверяя расстояния). Метод «наоборот» чреват путаницей и ляпами; в любом случае утомительная это работёнка — составлять карту по сюжету; боюсь, вы уже и сами в этом убедились.
Черновые карты Толкина менялись по ходу развития истории. В работе над картами писателю помогал его сын Кристофер Толкин. В частности, в 1943 году он перерисовал рабочую карту отца «карандашом и цветными мелками». Также Кристофер помог отцу с картой Шира.
Как отметил Том Шиппи, сначала у Толкина возникли карты, имена и языки, а уже потом — сюжет. По мнению Шиппи, карты и имена придают Средиземью «ту основательность, выпуклость и протяжённость во времени и пространстве, которых определенно недостаёт подражателям Толкина».

### Имена
Главных героев-хоббитов, пришедших в Старый лес, в черновиках 1938 года звали Бинго Болджер-Бэггинс (позднее ставший Фродо Бэггинсом, племянник Бильбо), Одо Тук, Фродо Тук и Мармадук (ставший Мериадоком Брэндибаком). Толкин впоследствии неоднократно изменял имена своих персонажей. В первых черновиках, описывающих Совет Эльронда, упоминаются пять ширских хоббитов: Фродо, Сэм, Мерри, Одо, Фолко. Позднее Одо исчез, а Фолко стал Фарамондом, а затем Перегрином (Пиппином). Кристофер Толкин отметил, что его отец «испытывал восторг» по поводу имён и генеалогических древ хоббитских семейств, и «нигде больше он так не рубил с плеча и не менял имена так часто», приведя в пример Анжелику (Иниго, Семолину) Бэггинс, Карамеллу Болджер (Тук), Амалду (Примулу) Брэндибак, Мармадука Брэндибака, Горбодука (Орландо) Грабба, Амалду (Лоинсеру, Грисельду, Гримальду, затем Лобелию) и Саго (Космо, затем Ото) Саквилль-Бэггинсов.
| Имя       | Этимология, значения                                                      |
| --------- | ------------------------------------------------------------------------- |
| Angelica  | Дудник, цветковое растение, его части засахаривают и используют в выпечке |
| Caramella | Карамель, кондитерские изделия из жжёного сахара                          |
| Lobelia   | Лобелия, садовый цветок, популярный в Англии                              |
| Lonicera  | Жимолость, вьющееся растение с душистыми цветами, родом из Англии         |
| Semolina  | Манный пудинг, сладкий десерт, традиционный в Англии                      |

В десятой главе первой книги («Странник») хоббиты встречают в Бри в таверне Барнабаса Баттербура (позднее ставшего Барлиманом) незнакомца, которого Гэндальф в письме описывает как «бродягу (дикого хоббита), известного по имени Троттер» («Ходок»), так как он носит деревянные башмаки, которые громко стучат. Позднее «дикий хоббит» Троттер становится человеком по имени Ингольд, Эльфстон, а затем получает имя Арагорна, однако Толкин сохраняет «Троттера» в качестве прозвища Арагорна вплоть до третьей версии черновика седьмой главы финальной книги (1948 год), и лишь затем меняет прозвище на «Странника» (англ. Strider). Том Шиппи критиковал Толкина за то, что тот слишком привязался к этому «неподходящему имени» и использовал его (в черновиках) уже не для хоббита-бродяги, а для последнего потомка древних королей. Уже после победы над Сауроном Арагорн заявляет: «Но Троттер будет именем моего дома… хотя, возможно, на высоком наречии оно будет звучать не так плохо». Даже когда автор поменял имя «Троттер» на «Странник», та фраза Арагорна попала в финальный текст, только Trotter поменялось на Strider, на высоком наречии синдарин — Тельконтар (Telcontar).
В черновиках «Совета Эльронда» фигурируют гном Фрар, сын Балина (впоследствии его имя было изменено на Бурин), позднее ставший Гимли, сыном Глоина, и эльф Галдор из Мирквуда, позднее ставший Леголасом.
Помимо имён персонажей Толкин работал над географическими названиями. Если в «Хоббите» были в основном простые названия типа «Холм» или «Вода», то позднее Толкин начал экспериментировать реально существующими английскими топонимами. В сказке «Фермер Джайлс из Хэма» упоминается городок Уормингхолл, реально существующий в английском Бакингемшире, а реально существующий городок Фартингхо, по мнению Шиппи, заставил Толкина задуматься над «четвертями» (англ. Farthings) Шира во «Властелине колец».
После публикации романа и начала его переводов на другие языки Толкин очень ревностно относился к некорректному, по его мнению, переводу имён и названий, заявив в одном из писем к издателю, что «не потерпит подобной халтуры» в отношении имён. Толкин создал инструкцию по переводу имён собственных, включив её в «Приложения» к «Властелину колец», а также отдельный «Путеводитель имён во „Властелине колец“», где прокомментировал переводы на нидерландский и шведский языки.

### Языки
Дж. Р. Р. Толкин был филологом и самостоятельно разработал несколько языков. В письме 1955 года он писал: «Языки и имена для меня от сюжета неотделимы… Они являются и являлись, так сказать, попыткой создать фон или мир, в котором могли бы найти выражение мои лингвистические вкусы. Истории возникли сравнительно поздно». В другом письме того же года он признался, что «Властелин колец» является, в немалой степени, «эссе по лингвистической эстетике». Том Шиппи отметил, что это утверждение может «звучать дико», однако имеет под собой основания. Языки для Толкина были одновременно и «вымыслом», и «вдохновением» для написания историй. В «Приложении F» к «Властелину колец» Толкин признался, что использовал названия типа Бри, Арчет и Четвуд потому, что они содержат неанглийские элементы и непривычно, «по-кельтски» звучат для английского уха.

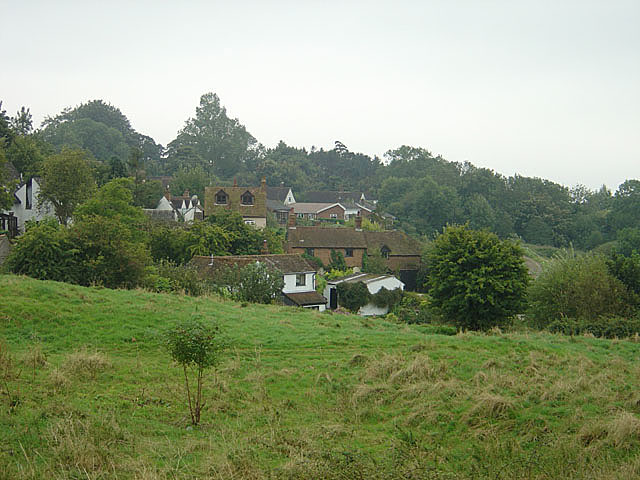
Название «Бри» похоже на название деревни Брилл[англ.] и включает в себя кельтское Breʒ и древнеанглийское hyll, оба слова означают «холм»
Названия Брилл и Четвод происходят от бриттских («кельтских») и древнеанглийского языков[68]
Толкин хотел, чтобы топонимы Бри звучали «по-кельтски»[69]

Шиппи отметил, что «Песня об Эарендиле» хоббита Бильбо, спетая им в Ривенделле, звучит «по-китсовски». Эльфы отряда Гилдора, которых Фродо и компания встречают в лесах Шира, поют на вымышленном языке квенья, и даже те хоббиты, кто совсем не знали этот язык, ощущали, что «звук, слитый с мелодией, проникал глубоко в душу и сам собой складывался в слова». По мнению Шиппи, Толкин верил, что с помощью непереведённых на английский эльфийских слов можно добиться того, чего невозможно достичь с помощью одного только английского языка. Подобным эффектом обладали и другие его вымышленные языки. Так, Гэндальф в Ринведелле читает надпись на Кольце на Чёрном наречии, звучащем грубо и «с ощущением угрозы», что создаёт для слушателей устрашающий эффект. А когда Гимли в Мории поёт песню о Дурине, Сэм отзывается на звучание эльфийских и гномьих имен, которыми изобилует эта песня, просто и прямо: «Мне нравится!.. Я бы это выучил». По мнению Шиппи, это это и есть «образцовый отклик», которого Толкин хотел бы добиться.
| A Elbereth Gilthoniel silivren penna míriel o menel aglar elenath! Na-chaered palan-díriel o galadhremmin ennorath, Fanuilos, le linnathon nef aear, sí nef aearon! |
| Стихотворение Толкина, написанное на синдарине |

### Рисунки
По мере написания черновиков Толкин нередко делал зарисовки многих мест, описываемых в тексте. По мере развития его идей в новых черновиках менялись и рисунки, и тексты, пока автор не оставался доволен. Например, описание башни Ортанк, расположенной в центре крепости Изенгард, менялось в черновиках несколько раз. В первых версиях башня была круглой, состояла из нескольких ярусов, на её вершине было три небольших «рога». В следующей версии башня стояла на расколотом холме, опираясь своим весом на круглую арку. В финальной версии на пятом рисунке башня от низа и верха состояла из четырёх высоких и узких «рогов» почти пирамидальной формы, которые, казалось, росли из земли, а не были созданы каменной кладкой.
| «И в центре… стоял… большой конус из скальной породы, две сотни футов в высоту… надо рвом находилась мощная, сложенная из камня арка, а над аркой возвышалась башня, удивительно высокая и крепкая. Имела она семь круглых ярусов, уменьшаясь в обхвате и высоте, а на вершине на узкой площадке находились три чёрных каменных рога, где мог стоять человек на высоте тысячи футов над равниной» | Рисунки Толкина менялись вместе с текстами черновиков, как показано на примере башни Ортанк | «Она казалась не воздвигнутой искусством людей, но рождённой от плоти земли в пору древних мучений холмов. То была островерхая скала, чёрная, блестящая и твердая, а на ней остров — четыре могучих столба гранёного камня сплетались воедино, но близ вершины разделялись на лепестки-рога с остриями, подобными наконечникам копий, и гранями, подобными лезвиям наточенных ножей» |

### По текстам и письмам Дж. Р. Р. Толкина
1. ↑  Carpenter, 1981, Письмо №17 к Стэнли Ануину, 15 октября 1937 года.
2. 1 2 3 4  Carpenter, 1981, Письмо №163 к У. Х. Одену, 7 июня 1955 года.
3. ↑  Carpenter, 1981, Письмо №26 к Стэнли Ануину, 4 марта 1938 года.
4. ↑  Carpenter, 1981, Письмо № 35 К Ч. А. Ферту, «Аллен энд Ануин», 2 февраля 1939 года.
5. ↑  Carpenter, 1981, Письмо № 36 К Ч. А. Ферту, «Аллен энд Ануин», 10 февраля 1939 года.
6. 1 2  Tolkien, 1965, Предисловие.
7. ↑  Carpenter, 1981, № 59. Из микрофильмированного письма к Кристоферу Толкину, 5 апреля 1944 года.
8. ↑  Tolkien, 1990, pp. 105, 113—115
9. ↑  Tolkien, 1954, book 4, ch. 8 «The Stairs of Cirith Ungol»
10. ↑  Carpenter, 1981, Письмо №91 к Кристоферу Толкину, 29 ноября 1944 года
11. ↑  Carpenter, 1981, Из письма № 241 к Джейн Нив, 8—9 сентября 1962 года.
12. ↑  Tolkien, 1992, p. 128
13. 1 2  Carpenter, 1981, Письмо № 144 к Наоми Митчинсон, 25 апреля 1954 года
14. ↑  Carpenter, 1981, Письмо № 190 к Рейнеру Ануину, 3 июля 1956 года
15. ↑  Carpenter, 1981, Письмо № 165 в «Хоутон-Мифлин», 30 июня 1955 года

### По вторичным источникам
1. 1 2 3 4 5 6 7  Carpenter, 1977, pp. 187—208.
2. ↑  Oxford Calling (англ.). Archive.NYTimes.com. The New York Times (5 июня 1955). Архивировано 11 апреля 2009 года.
3. ↑  Fimi, 2020, pp. 335—349.
4. 1 2 3 4 5 6 7 8 9 10  Hammond&Scull, 2005.
5. ↑  Groom, 2022, p. 132.
6. ↑  Marquette Archives, 2013.
7. 1 2  Groom, 2022, pp. 136—137.
8. 1 2  Tolkien, 1988, p. 11.
9. ↑  Tolkien, 1988, p. 40.
10. 1 2  Tolkien, 1988, p. 44.
11. ↑  Tolkien, 1988, p. 45.
12. ↑  Tolkien, 1988, p. 88.
13. 1 2 3  Shippey, 2005, p. 108.
14. ↑  Bratman, 2000.
15. ↑  Groom, 2022, pp. 137.
16. ↑  Groom, 2022, p. 138.
17. 1 2  Groom, 2022, pp. 139—146.
18. ↑  Tolkien, 1988, p. 402.
19. 1 2  Groom, 2022, pp. 147—153.
20. ↑  Tolkien, 1989, pp. 442—450.
21. 1 2  Tolkien, 1990, pp. 77, 231.
22. 1 2 3 4 5  Groom, 2022, pp. 153—156.
23. ↑  Tolkien, 1990, pp. 74—78.
24. ↑  Nagy, 2006, pp. 57—79.
25. ↑  Tolkien, 1990, pp. 136—165.
26. ↑  Groom, 2022, pp. 157.
27. ↑  Shippey, 2005, pp. 1—6, 260—261..
28. ↑  Tolkien, 1992, pp. 3—7.
29. ↑  Tolkien, 1992, p. 18.
30. ↑  Tolkien, 1992, p. 23.
31. 1 2  Groom, 2022, p. 161.
32. ↑  Groom, 2022, pp. 156—161.
33. ↑  Tolkien, 1992, p. 25.
34. ↑  Groom, 2022, p. 147.
35. ↑  Tolkien, 1989, p. 411.
36. ↑  Tolkien, 1992, p. 31.
37. ↑  Tolkien, 1992, p. 37.
38. ↑  Tolkien, 1992, pp. 44, 54.
39. ↑  Tolkien, 1992, p. 61.
40. 1 2  Tolkien, 1992, p. 64.
41. ↑  Tolkien, 1992, pp. 75, 79, 93.
42. ↑  Tolkien, 1992, pp. 108—109.
43. ↑  Tolkien, 1992, pp. 114, 117—119, 121, 130—131.
44. 1 2  Shippey, 2005, pp. 118, 133.
45. 1 2 3  Tolkien, 1990, pp. 31—35.
46. ↑  Tolkien, 1989, pp. 307—313.
47. ↑  Tolkien, 1989, pp. 296—298.
48. ↑  Tolkien, 1988, pp. 200.
49. ↑  Tolkien, 1988, pp. 109—110.
50. ↑  Groom, 2022, p. 134.
51. ↑  Tolkien, 1988, p. 409.
52. ↑  Tolkien, 1989, p. 115.
53. 1 2  Tolkien, 1988, pp. 35—36.
54. ↑  Reineccius, Gary. Angelica // Source Book of Flavors. — Springer, 1995. — ISBN 978-1-4615-7891-8. — doi:10.1007/978-1-4615-7889-5.
55. ↑  Caramel (англ.). Cambridge Dictionary. Дата обращения: 20 декабря 2024. Архивировано 30 мая 2023 года.
56. ↑  RHS A-Z Encyclopedia of Garden Plants. — Dorling Kindersley, 2008. — ISBN 978-140533296-5.
57. ↑  Flora Britannica. — Sinclair-Stevenson, 1996. — P. 348. — ISBN 1-85619377-2.
58. ↑  Semolina recipes (англ.). BBC. Дата обращения: 20 декабря 2024. Архивировано 25 сентября 2024 года.
59. ↑  Tolkien, 1988, pp. 138, 148, 154.
60. ↑  Groom, 2022, pp. 135—136.
61. ↑  Tolkien, 1992, p. 78.
62. ↑  Shippey, 2005, p. 108, 333—334.
63. ↑  Tolkien, 1992, p. 390.
64. ↑  Tolkien, 1988, pp. 412—413.
65. 1 2  Shippey, 2005, p. 114.
66. ↑  Shippey, 2001, pp. 58—59.
67. 1 2 3 4 5  Shippey, 2005, pp. 125—133.
68. 1 2  Shippey, 2005, p. 124.
69. ↑  Shippey, 2005, p. 130.
70. ↑  Shippey, 2005, p. 219.

### Комментарии
1. ↑  Здесь и далее перевод писем Дж. Р. Р. Толкина цитируется по изданию «Письма» / Джон Р. Р. Толкин; пер. с англ. С. Б. Лихачёвой. Москва: Издательство АСТ, 2019.
2. ↑  Фазы Луны в ходе описываемых в романе событий можно посмотреть в атласе Барбары Стрейчи «Путешествия Фродо».

### Первичные
- Tolkien, J. R. R. The Two Towers. — London: George Allen & Unwin, 1954.
- Tolkien, J. R. R. Foreword // The Lord of the Rings. — Second Edition. — Houghton Mifflin, 1965.

### Вторичные
- Bratman, David (2000). Top Ten Rejected Plot Twists from The Lord of the Rings: A Textual Excursion into the History of ́The Lord of the Ringś. Mythlore. 22 (4 (86): 13–37.
- Carpenter, Humphrey. J. R. R. Tolkien: A Biography. — New York: Ballantine Books, 1977. — ISBN 978-0-04-928037-3.
- The Letters of J. R. R. Tolkien / editor Carpenter, Humphrey. — London: Allen & Unwin, 1981. — ISBN 0-04-826005-3.
- Fimi, Dimitra. Later Fantasy Fiction: Tolkien's Legacy // A Companion to J. R. R. Tolkien. — Wiley Blackwell, 2020. — P. 335—349. — ISBN 978-1-119-65602-9.
- Hammond, Wayne G. & Scull, Christina. A Brief History of The Lord of the Rings // The Lord of the Rings: A Reader's Companion. — Houghton Mifflin, 2005. — ISBN 978-0-00-720907-1.
- Groom, Nick. Twenty-First Century Tolkien: What Middle-earth Means to Us Today. — Atlantic Books, 2022. — ISBN 978-1838-95700-1.
- Грум, Ник. Толкин и его легендариум. Создание языков, мифический эпос, бесконечное Средиземье и Кольцо Всевластья / пер. с англ. В. Горохова. — Москва: МИФ, 2024. — ISBN 978-5-00214-423-5.
- Marquette Archives. J. R. R. Tolkien Collection (англ.). Raynor Memorial Libraries, Marquette University (2013). Архивировано 19 декабря 2013 года.
- Nagy, Gergely (2006). The "Lost" Subject of Middle-earth: The Constitution of the Subject in the Figure of Gollum in The Lord of the Rings. Tolkien Studies. 3 (1): 57–79. doi:10.1353/tks.2006.0024 — Project Muse.
- Shippey, Tom. J. R. R. Tolkien: Author of the Century. — HarperCollins, 2001. — ISBN 978-0261-10401-3.
- Shippey, Tom. The Road to Middle-Earth. — 3-е изд. — HarperCollins, 2005. — ISBN 978-0261102750.

### «История „Властелина колец“»
В четырёх томах «Истории „Властелина колец“», опубликованных в качестве шестого, седьмого, восьмого и девятого томов «Истории Средиземья», Кристофер Толкин подробно анализирует черновики отца, касающиеся написания романа.
- Tolkien, J. R. R. The Return of the Shadow / editor Christopher Tolkien. — Boston: Houghton Mifflin, 1988. — ISBN 978-0-395-49863-7.
- Tolkien, J. R. R. The Treason of Isengard / editor Christopher Tolkien. — Boston: Houghton Mifflin, 1989. — ISBN 978-0-395-51562-4.
- Tolkien, J. R. R. The War of the Ring / editor Christopher Tolkien. — Boston: Houghton Mifflin, 1990. — ISBN 0-395-56008-X.
- Tolkien, J. R. R. Sauron Defeated / editor Christopher Tolkien. — Boston: Houghton Mifflin, 1992. — ISBN 0-395-60649-7.